# Комиссаров (фамилия)
Комисса́ров — достаточно древняя русская фамилия.
Очевидно, что слово комиссар пришло в русский из западно-европейских языков. Оно известно на Руси с последней четверти XVI века и до середины XVII века употреблялось по отношению к различным должностным лицам иностранных государств в значении «посол». Со второй половины XVII века оно начало использоваться в названиях различных гражданских и военных должностей. Русский этнограф В. И. Даль отметил, что комиссар — это служебное звание смотрителя за припасами, пристава или приказчика. В те времена комиссарами называли любое официальное лицо, которое получало так называемую «комиссию», то есть — ответственное правительственное задание. В этом смысле слово «комиссар» можно встретить в классической произведении «Вечера на хуторе близ Диканьки» русского прозаика Н. В. Гоголя. Среди крестьянского сословия фамилия Комиссаров давалась людям, проживающим во владениях обладателя этой должности. Известно, что при оформлении документов многие крестьяне ставили его должность в незнакомой для себя графе «фамилия», что, видимо, и стало причиной её приобретения.
Несколько позднее в XVIII веке фамилия Комиссаров получила распространение среди православного духовенства. Обычно она давалась молодым священникам во время их обучения в духовных семинариях и указывала на социальное положение или общественный статус того лица, которое платило ему специальную стипендию. Помимо фамилии Комиссаров таким образом возникли фамилии Бургомистров, Дворянов, Сенаторов, Графский, Купцов и т. д.